# 널 오타쿠로 만들어줄 테니까, 날 리얼충으로 만들어줘!
《널 오타쿠로 만들어줄 테니까, 날 리얼충으로 만들어줘!》(일본어: おまえをオタクにしてやるから、俺をリア充にしてくれ!)는 무라카미 린의 일본의 라이트 노벨 중 하나.
후지미 쇼보의 판타지아 문고로 2011년 7월부터 발행되기 시작, 대한민국에서는 NT노벨을 통해 출판중이다. 번역가는 김정규.
약칭은 오타리얼 혹은 오타리아(일본어: オタリア)

## 등장 인물

### 주요 인물
카시와다 나오키(일본어: 柏田 直輝)

고이가사키 모모(일본어: 恋ヶ崎 桃)

하세가와 미도리(일본어: 長谷川 翠)

사쿠라이 아즈키(일본어: 桜井 小豆)

스즈키 소타(일본어: 鈴木 爽太)

무라사키

### 그 외 인물
빈칸